# Vilivalla
Koordinaten: 58° 55′ N, 22° 50′ O
Vilivalla (deutsch Williwalla) ist ein Dorf (estnisch küla) in der Landgemeinde Hiiumaa (bis 2017: Landgemeinde Pühalepa). Es liegt auf der zweitgrößten estnischen Insel Hiiumaa (deutsch Dagö).

## Beschreibung und Geschichte
Vilivalla hat heute 12 Einwohner (Stand 31. Dezember 2011). Die Ortschaft liegt 11 Kilometer südöstlich der Inselhauptstadt Kärdla (deutsch Kertel).
Vilivalla war ein Beigut zum Rittergut Suuremõisa (Großenhof). Ab dem 17. Jahrhundert gehörte es zu Suuremõisa. 1919 fiel das Gut mit der Enteignung im Zuge der estnischen Landreform an die Bauern-Agrar-Bank.
Während der sowjetischen Besetzung Estlands war in Vivivalla der Sitz der Kolchose Lenin.